# Starck AS-90
Le Starck AS-90 New Look est un avion de sport conçu en France en 1950 par l'ingénieur aéronautique français André Starck.